# Delureni, Mehedinți
Delureni este un sat în comuna Ponoarele din județul Mehedinți, Oltenia, România.